# سفارت اسلوونی در لندن
سفارت اسلوونی در لندن (به انگلیسی: Embassy of Slovenia) یک منطقهٔ مسکونی و نمایندگی سیاسی این کشور در بریتانیا است که در شهر وست‌مینستر واقع شده‌است.